# Movimento del Principe Filippo

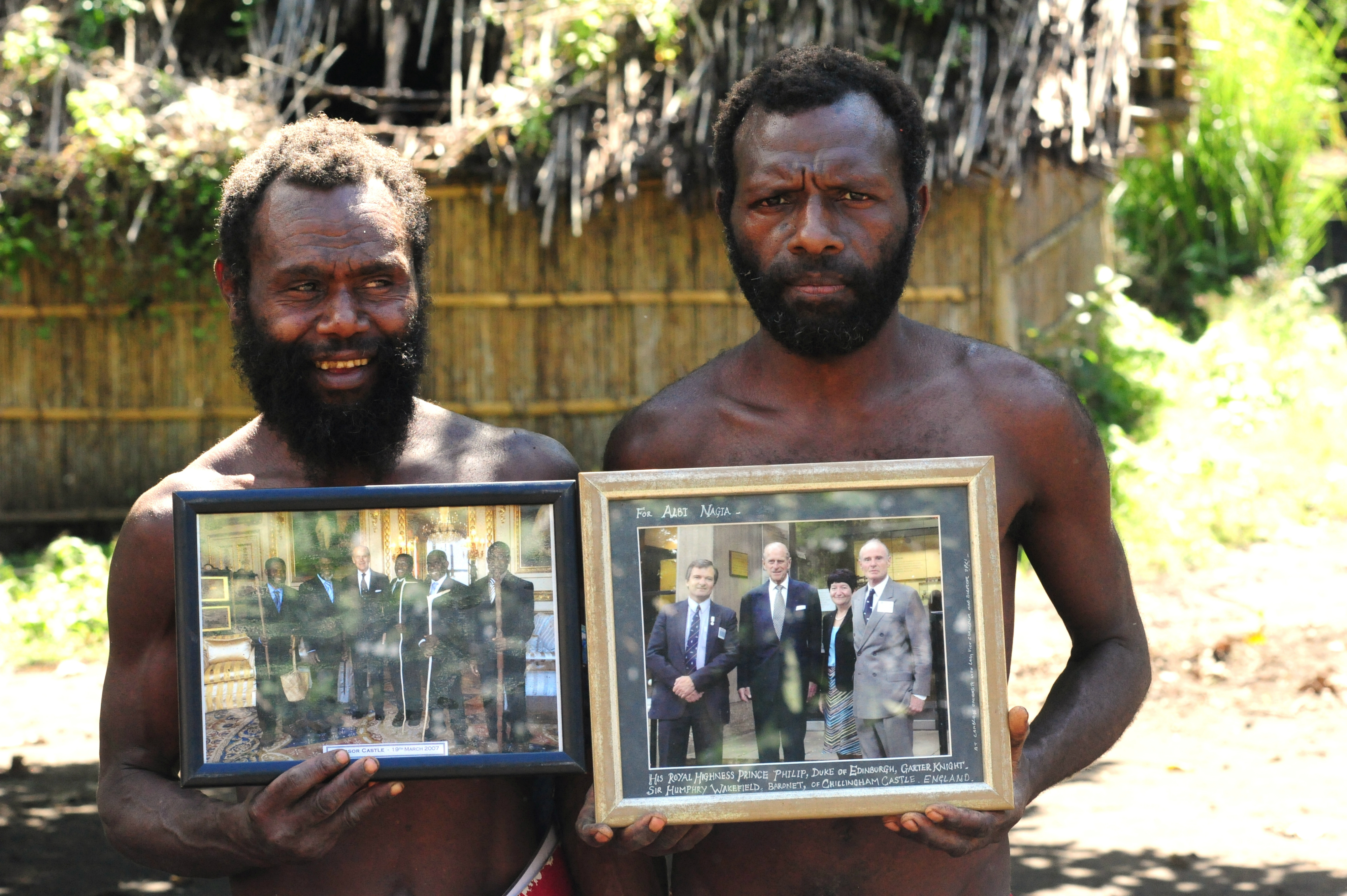
Due isolani di Tanna mostrano le foto del loro incontro con il principe Filippo avvenuto nel 2007

Il movimento del Principe Filippo è un culto del cargo diffuso tra i membri della tribù Yaohnanen, nella parte meridionale dell'isola di Tanna, nello stato oceanico di Vanuatu, il quale considerava il defunto principe Filippo, Duca di Edimburgo e consorte della regina Elisabetta II, un essere divino.

## Caratteristiche
I seguaci ritengono che il principe Filippo, già consorte della regina Elisabetta II del Regno Unito, sia stato il figlio bianco di uno spirito delle montagne di cui parlavano le loro antiche leggende. Egli sarebbe anche il fratello di Jon Frum.
La figura di Filippo si sovrappose quindi a quella del figlio di tale divinità locale, il quale, secondo le tradizioni locali, avrebbe viaggiato oltremare e avrebbe sposato una donna di grande potere. Tali convinzioni vennero rafforzate dal fatto che gli isolani ebbero modo di vedere il grande rispetto che gli ufficiali britannici di stanza sull'isola osservavano verso la regina Elisabetta: ciò li portò a concludere che Filippo fosse il figlio della divinità di cui parlavano le loro antiche leggende.

## Origini e sviluppo
Non risulta noto con precisione il momento in cui tale culto si sviluppò. Con tutta probabilità esso ebbe origine tra gli anni Cinquanta e Sessanta del Novecento.
Quel che è certo è che esso venne notevolmente rafforzato dalla visita di Filippo ed Elisabetta a Vanuatu nel 1974. Al tempo Filippo non era consapevole del fatto di essere considerato una divinità dagli isolani. Tale particolare gli venne reso noto da John Champion, l'allora Resident Commissioner britannico a Vanuatu tra il 1975 e il 1978 (al tempo, infatti, Vanuatu era un codominio anglo-francese con il nome di "Nuove Ebridi"). Champion consigliò a Filippo di inviare un suo ritratto: fu così che il principe decise di inviare una fotografia autografata. Gli isolani ringraziarono inviando a loro volta un nal-nal, una mazza tradizionale per l'uccisione del maiale. Altre due fotografie vennero spedite successivamente (l'ultima risale al 2000). Tutte e tre le fotografie sono attualmente conservate dal capo del Movimento, Jack Naiva.
Il 27 settembre 2007 cinque isolani di Tanna visitarono il Regno Unito. Durante la loro permanenza essi incontrarono il principe Filippo al quale, con la domanda: «La papaia è matura o no?» chiesero quando egli avrebbe fatto ritorno sull'isola, come previsto dalle profezie. A tale domanda Filippo rispose: «Che la papaia sia matura o meno, riferisci al capo Kawia che ora fa freddo, ma quando farà caldo invierò un messaggio» facendo capire loro che i tempi non erano ancora maturi. Il viaggio dei cinque isolani alla scoperta dell'Inghilterra è stato oggetto del documentario "Selvaggio a chi?" (titolo originale "Meet The Natives") prodotto dall'emittente inglese Channel 4 e andato in onda su Rai 5 nel luglio 2012.